# Guldallergi
Guldallergi är en kontaktallergi som orsakas av guld eller guldsalter. 
Nickelallergi är vanligast förekommande kontaktallergin och guld kommer som god tvåa. Guld tycks även kunna ge atopiskt eksem i vissa, men mer sällsynta, fall. Guld utsågs till "Årets allergen 2001" av American Contact Dermatitis Society.
Enkätstudier på eksempatienter har pekat på att det råder en positiv korrelation mellan guldallergi och förekomst av dentalguld. Potentialskillnaden mellan guld och amalgam i saliv har rapporterats vara så stor som 0,5 volt och en del elektrokemisk korrosion av amalgam anses möjlig. Korrosionen orsakar frisättning av metalljoner vilka kan orsaka problem för en del individer.
100 % rent guld förorsakar vanligen inga besvär. Guldsmycken i Sverige är vanligen tillverkade i 18 K guld, vilket betyder att guldet legerats med andra metaller till exempel silver och koppar för att materialet ska bli hårdare, vilket behövs för att göra smycken. Legerat guld har lättare att frisätta guldjoner och dessutom innehåller det olika typer av metallsalter som kan ge toxiska reaktioner.